# Urosphena subulata
La buscarla colicorta de Timor (Urosphena subulata) es una especie de ave paseriforme de la familia Cettiidae propia de Timor y las islas circundantes.

## Distribución geográfica y hábitat
La buscarla colicorta de Timor se encuentra en las islas menores de la Sonda más orientales: Timor, Wetar, Atauro, Roti y Babar

## Subespecies
Se reconocen las siguientes:
- U. s. subulata (Sharpe, 1884): Timor.
- U. s. advena (Hartert, 1906): Babar.